# Корлътещ (окръг Олт)
Корлътещ (на румънски: Corlătești) е село в окръг Олт, Румъния.

## Население
Численост на населението според преброяванията през годините:
| Година | Население |
| 2002   | 419       |
| 2011   | 359       |

### Българи
Българите представляват мнозинство в селото. Според оценки 70 – 80% от населението се определят за българи. То е едно от най-запазените български села в Румъния. Всички жители в него имат български произход, те са потомци на бежанци от селата Лесковец, Букьовци (дн. град Мизия), Селановци, Остров, Долни Вадин и Горни Вадин в Оряховско, Тишевица във Врачанско и от Видинско. В селото се заселват и българи от съседното селище Фръсинет. По-късно има приселение на жители на селото към село Траян. В периода 1910 – 1920 г. селото е било чисто българско и в него са живеели 440 българи от Оряховско. През 1974 г. в селото е имало 180 семейства с българи, които са били в процес на смесване с румънци. В наши дни в селото има около 140 български семейства. По етнографски признак местните българи са от групата на шопите. Те също са и от групата на градинарите. За селото е характерен западния български диалект (белослатински тип), който се говори в по-голямата част от семействата, но главно от средното и възрастното поколение.